# Prazna knjiga
Prazna knjiga je knjiga, katere naslov nakazuje, da obravnava konkretno tematiko, vendar so njene strani prazne. Gre za satiro, s katero avtor sporoča, da po njegovem mnenju o obravnavani temi ni nič povedati oz. da je odgovor na naslovno izjavo »nič«. Nekatere prazne knjige lahko vsebujejo bibliografske podatke, kazalo, številke strani in podobne elemente, dejanske vsebine pa nimajo.
Običajno naslov namiguje na kontroverzno temo, pogosto so take knjige zbadljivka za politične nasprotnike. Nekatere so po spletu naključij postale uspešnice, takšna sta recimo O čem še razmišljajo moški razen o seksu (What Every Man Thinks About Apart from Sex) avtorja Sheridana Simovea iz leta 2011, ki so se jo študentje navadili uporabljati kot zvezek, in Zakaj bi volili Demokrate (Reasons to Vote for Democrats) Michaela J. Knowlesa iz leta 2017. Slednja je postala celo najbolj prodajana knjiga pri spletnem trgovcu Amazon.com. Po mnenju komentatorja časopisa The Guardian gre v primeru politične tematike za cenene šale, ki razvrednotijo bogato tradicijo inteligentne politične satire v angleško govorečem svetu. Kljub temu so priljubljene, med drugim v ZDA, kjer obstaja močno rivalstvo med privrženci Demokratske in Republikanske stranke (izšlo je več praznih knjig, ki zbadajo ene ali druge, poleg Zakaj bi volili Demokrate denimo še Zakaj je Trump vreden zaupanja, spoštovanja in občudovanja).